# HD 358033
HD 358033은 메시에 73의 주계열성으로, 현재 주계열성 단계의 말기에 위치해 있는 것으로 보이며 근 미래에 준거성으로 진화할 것으로 추정된다.